# Ricardo Rojas (Buenos Aires)
Ricardo Rojas es una localidad del partido de Tigre en la provincia de Buenos Aires, Argentina. Pertenece al Gran Buenos Aires.

## Geografía

### Población
Cuenta con 19,492 habitantes (Indec, 2001)

## Barrios
La Ciudad está dividida en los siguientes barrios:
- Barrio Ricardo Rojas
- Barrio López Camelo
- Barrio Bello Horizonte (Barrio Cerrado)
- Barrio Parque San Lorenzo
- Barrio los Ceibos (Barrio semiprivado)
- Barrios Las tunas
- Barrio Delfino
- Barrio El dorsal

## Ferrocarril
- Estación López Camelo

## Parroquias de la Iglesia católica en Ricardo Rojas
| Diócesis  | San Isidro        |
| --------- | ----------------- |
| Parroquia | San Juan Bautista |

## Medios de Comunicación locales
En esta localidad se pueden encontrar varios medios de información que cubren los hechos del distrito y sus barrios, entre ellos, Infoban: www.infoban.com.ar; el diario Para Todos: www.periodicoparatodos.com.ar; El medio El Comercio online: www.elcomercioonline.com.ar, además se De Norte a Norte Noticias (www.denorteanorte.com) o el Circuito Cultural Ricardo Rojas, entre otros.